# Cuboctaèdre cubitronqué
En géométrie, le cuboctaèdre cubitronqué est un polyèdre uniforme non-convexe, indexé sous le nom U16.

## Coordonnées cartésiennes
Les coordonnées cartésiennes des sommets d'un cuboctaèdre cubitronqué sont toutes les permutations de
{\displaystyle (\pm 1,\pm (1+{\sqrt {2}}),\pm (3+2{\sqrt {2}}))\,}